# Archiconchoecemma simula
Archiconchoecemma simula är en kräftdjursart som först beskrevs av Deevey 1982.  Archiconchoecemma simula ingår i släktet Archiconchoecemma och familjen Halocyprididae. Inga underarter finns listade i Catalogue of Life.